# Ekonomiåret 1927

## Händelser
- 31 mars - Jacob Wallenberg, 35, blir vd för Stockholms Enskilda Bank. Lillebror Marcus, 28, blir vice vd.[1]

## Bildade företag
- 2 januari - Göteborgs två största bryggerier går ihop till AB Pripp & Lyckholm.[2]

## Födda
- 24 augusti – Harry Markowitz, amerikansk nationalekonom, Sveriges riksbanks pris i ekonomisk vetenskap till Alfred Nobels minne 1990.